# Limonia fusciceps
Limonia fusciceps är en tvåvingeart. Limonia fusciceps ingår i släktet Limonia och familjen småharkrankar.

## Underarter
Arten delas in i följande underarter:
- L. f. fusciceps
- L. f. nigricuspis